# Politika jednoho dítěte
Politika jednoho dítěte, oficiálně politika plánování porodnosti (čínsky 计划生育政策, český přepis: ťi-chua šeng-jü čeng-cche, pchin-jin: jìhuà shēngyù zhèngcè) byla demografická politika zavedená v ČLR v roce 1979, jejímž cílem bylo omezit růst populace. Ve druhém desetiletí 21. století začala postupně docházet k jejímu uvolňování. V říjnu 2015 bylo schváleno povolení dvou dětí v rodině, v květnu 2021 tří dětí v rodině a v červnu 2021 byla veškerá omezení zrušena.

## Historie
Pod Mao Ce-tungem Čína podporovala porodnost, protože Mao věřil, že populační růst posiluje zemi. Přesto však za Maovy vlády míra porodnosti klesla z 37 na 20 ‰, snížila se také úmrtnost a zvýšila se střední délka života (i přes katastrofální programy jako Velký skok vpřed, které vedly k hladomoru). Populace mezi lety 1949 a 1976 narostla z 540 na 940 milionů. Jak Mao začal ztrácet vliv, objevovaly se snahy o kontrolu růstu populace. Počínaje rokem 1970 byli občané povzbuzováni, aby se brali později a měli jen dvě děti. Nové čínské vedení ovlivněné malthusiánstvím bylo přesvědčeno, že násilné omezení porodnosti je jediným způsobem, jak zabránit nekontrolovanému růstu populace. Politika jednoho dítěte začala být plánována v roce 1977 a uzákoněna v roce 1979. Před zavedením měla průměrná čínská rodina 4 děti.
Od roku 1981 do začátku roku 2013 byla politika jednoho dítěte řízena centrální komisi pro rodinné plánování. V roce 2013 byla v rámci reforem komise zrušena a zařazena pod ministerstvo zdravotnictví.
V roce 2007 byla situace následující: 35,9 % populace mělo povoleno mít pouze jedno dítě, 52,9 % mělo povoleno mít druhé dítě, pokud to první byla dívka, 9,6 % mělo povoleno mít dvě děti bez ohledu na pohlaví a pro 1,6 % (hlavně Tibeťanů) neplatil žádný limit.

## Uvolňování na začátku 21. století
Před rokem 2013 měly manželské páry žijící ve městech povoleno mít pouze jedno dítě, etnické menšiny a rodiče, kteří oba neměli žádné sourozence, mohli mít dvě děti a dvě děti mohlo mít také venkovské obyvatelstvo, pokud první dítě bylo dívka. Na konci roku 2013 byla politika jednoho dítěte uvolněna a dvě děti si mohou pořídit také páry, kde je alespoň jeden rodič jedináčkem. V říjnu 2015 přijal ústřední výbor Komunistické strany Číny rozhodnutí, které povoluje mít v rodinách děti dvě. V květnu 2021 došlo k dalšímu uvolnění, povoleny byly tři děti. V červnu 2021 byla veškerá omezení zrušena.

## Kritika
Do konce roku 2013 zabránila podle odhadů narození 400 milionů dětí. Podle ochránců lidských práv vede politika k nuceným potratům. Číňané navíc preferují mužské potomky, vznikla tak demografická nerovnováha mezi pohlavími.
Pokud mají dvě generace za sebou jen jediné dítě, to se musí postarat jak o své dva rodiče, tak o čtyři prarodiče. Pokud to z nějakého důvodu nejde, jsou často předcházející generace odsouzeny k životu v bídě. Toto se nazývá tzv. „4-2-1 problém.“
Dalším významným sociálním problémem je „generace malých císařů“ – jedináčci jsou obvykle velmi rozmazlení. Na ně si stěžuje i čínská armáda, podle ní jsou „vojáci z generace jedináčků zbabělci bez špetky bojovného ducha.“ Jedináčci přitom tvoří celkem 70 % jejích vojáků.